# Gynoplistia chalybeata
Gynoplistia chalybeata är en tvåvingeart som beskrevs av Alexander 1947. Gynoplistia chalybeata ingår i släktet Gynoplistia och familjen småharkrankar. Inga underarter finns listade i Catalogue of Life.